# جی لگت
جی لگت (انگلیسی: Jay Leggett؛ ۹ اوت ۱۹۶۳ – ۲۳ نوامبر ۲۰۱۳) یک هنرپیشه، و فیلم‌نامه‌نویس اهل ایالات متحده آمریکا بود.

او در فیلم مرا بزن بازی کرده است.